# Te puedo escuchar
«Te puedo escuchar» es un sencillo promocional de la cantante mexicana Anahí, de su quinto álbum de estudio Mi delirio.
La canción fue compuesta por Anahí junto a Claudia Brant, Rudy Maya y Guillermo Rosas, y producida por Armando Ávila. El tema fue lanzado como sencillo promocional el 3 de noviembre de 2009 como parte de la exclusiva countdown to Mi delirio. Cada semana dieron a conocer un sencillo del álbum Mi delirio. El sencillo fue el primer sencillo que presentaron en esta exclusiva.
La canción fue interpretada por Anahí en los Premios Juventud el 15 de julio de 2010. En un principio se creyó que iba a ser el tercer sencillo oficial de la cantante, pero no fue así, la canción «Alérgico» tuvo tanta aceptación entre el público que fue el tercer sencillo oficial, confirmado por la misma cantante vía Twitter.
El 17 de diciembre de 2010 en Bucarest, Rumania la interpretó en concierto a dúo con Carlos Peña.

## Antecedentes y composición
El tema fue compuesto por Anahí junto a la compositora argentina Claudia Brant, Rudy Maya y Guillermo Rosas. Compuso el sencillo para su amigo Juan Pablo quien perdió la vida en el año 2007. Ya había hecho mención de esta perdida en los agradecimientos del disco Empezar desde cero.
«Te puedo escuchar» es una canción pop, balada, que utiliza como instrumento principal el violín y el piano. Líricamente, la canción habla de la pérdida de un ser querido y de los sentimientos que nos invaden en dicho momento. Sobre el tema la cantante explicó «A Juampa lo perdimos hace dos años. Obviamente primero no tenía todo tan claro, cuesta trabajo. Muchos de ustedes me han de entender que cuando uno pierde a un ser querido primero hay dudas, llanto, muchas cosas que no puedes aclarar tus sentimientos para ponerlos en una canción o en una carta».
El 15 de octubre de 2010, durante una entrevista con Univisión, Anahí explicó que es la canción más personal del disco, expresando «Hay una canción que yo le compuse a mi hermano, que ya no está aquí con nosotros, está en el cielo. Es una canción hermosa, que hice junto con Claudia Brant, que se llama Te Puedo Escuchar, esa canción está en el disco y la verdad está también en mi corazón. Para hacer esa canción la pensé mucho, estaba dudando si era correcto o no, y después pensé que era lo más lindo poder expresarle a la gente cosas que traes en tu alma, porque eres un ser humano igual que todos y has vivido cosas difíciles también, y creo que no tiene nada de malo expresar lo que sientes, aunque sea malo o triste».

## Presentaciones en vivo

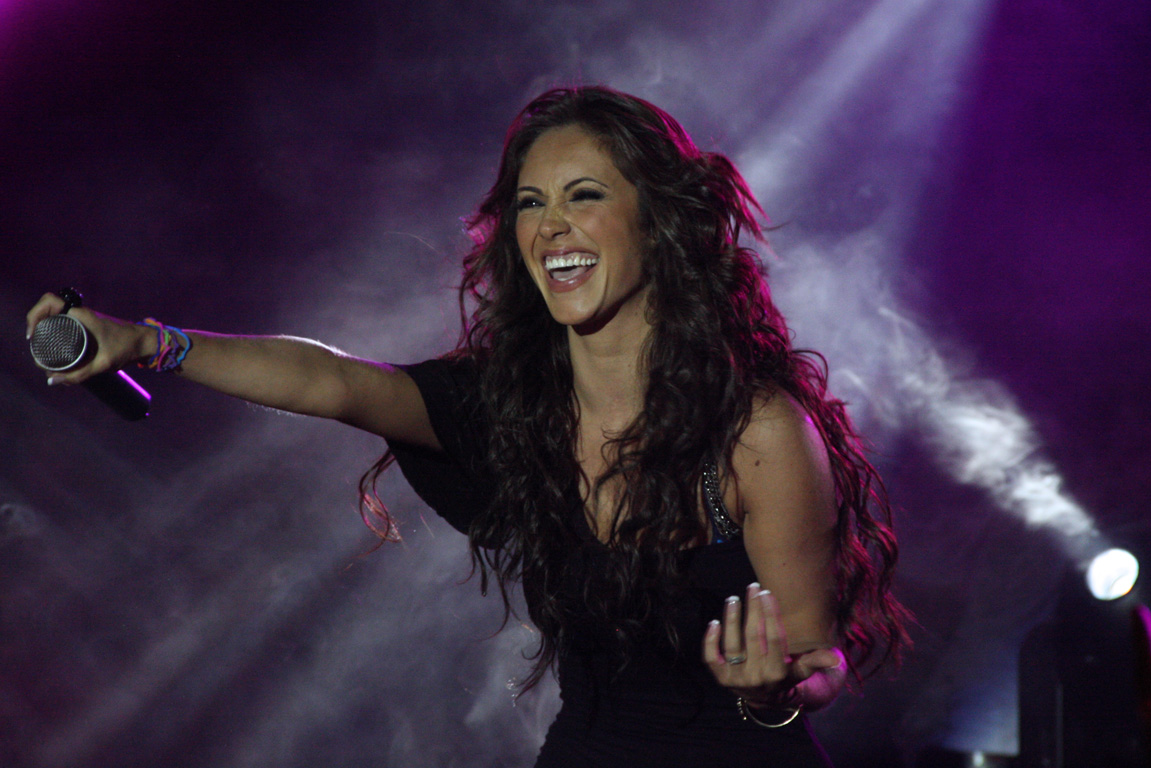
Anahí durante su presentación en Puebla.

El 3 de noviembre de 2009 dio comienzo a su gira mundial, titulada Mi delirio World Tour, en São Paulo, Brasil. Anahí incluyó el tema en el setlist de la primera fase, realizando una interpretación sentida.
El 25 de marzo de 2010, la cantante se presentó por primera vez en México, en el Teatro Metropólitan, donde interpretó el tema arriba de un carro adornado de flores gigantes. El 15 de julio de 2010 se presentó en la séptima edición de los Premios Juventud, interpretando el tema sobre una luna gigante que descendió lentamente hasta el escenario, donde la esperaba un violinista que tocaba la melodía.
El 9 de octubre de 2010 da comienzo a la segunda fase del tour, Mi delirio World Tour Reloaded, incluyendo nuevamente el tema en el setlist de la gira. El 17 de diciembre de 2010 interpretó por primera vez en Bucarest, Rumania el tema a dúo con el cantante guatemalteco Carlos Peña. Finalmente, el 26 de enero de 2011 comenzó la tercera y última fase del tour, Go Any Go Tour, interpretando el tema junto a Carlos Peña, acompañados de un juego de luces.

## Lista de canciones
- Descarga digital

| Te puedo escuchar — Single |                     |                                                  |               |          |  |
| N.º                        | Título              | Escritor(es)                                     | Producer(s)   | Duración |  |
| 1.                         | «Te puedo escuchar» | Anahí, Claudia Brant, Rudy Maya, Guillermo Rosas | Armando Ávila | 4:24     |  |

- Sencillo en CD

| — Sencillo en CD - Edición estándar |                     |                                                  |               |          |  |
| N.º                                 | Título              | Escritor(es)                                     | Producer(s)   | Duración |  |
| 1.                                  | «Te puedo escuchar» | Anahí, Claudia Brant, Rudy Maya, Guillermo Rosas | Armando Ávila | 4:24     |  |

## Charts

### Posiciones
| País           | Lista (2010)                | Posición |
| -------------- | --------------------------- | -------- |
| Estados Unidos | iTunes USA Música Latina    | 87       |
| México         | iTunes México Música Latina | 99       |

## Créditos y personal
Créditos por Mi Delirio:

### Personal
| - Composición – Anahí, Claudia Brant, Rudy Maya, Guillermo Rosas - Producción – Armando Ávila - Mixing – Armando Ávila - Concertino – Fernando Alberto - Violonchelo – María Valle Castañeda, Sergio Rodríguez - Batería – Enrique "Bugs" Gonzáles - Viola – Ricardo David, Ulises Manuel Gómez Pinzón, Orozco Buendía - Violín – López Pérez, Arturo Fonseca Miquel, Alan Lerma, Jesús De Rafael, José Del Águila Cortés - Dirección de cuerda –Mtro. Francisco Ortega Garnelo - Masterización – Ryan Smith |

## Historial de lanzamiento
| Región                  | Fecha                  | Formato          | Discográfica |
| ----------------------- | ---------------------- | ---------------- | ------------ |
|                         | 3 de noviembre de 2009 | Descarga digital | EMI          |
| 24 de noviembre de 2009 | Sencillo en CD         |                  | EMI          |